# Gouvernement du canton des Grisons
Pour les autres articles nationaux ou selon les autres juridictions, voir Conseil d'État.
Le Gouvernement du canton des Grisons (en allemand : Regierung des Kantons Graubünden ; en italien : Governo del Cantone dei Grigioni ; en romanche : Regenza dal chantun Grischun) est le gouvernement du canton des Grisons, en Suisse.
Il était avant appelé le Petit Conseil (en allemand : Kleiner Rat).

## Description
Le Gouvernement est une autorité collégiale, composée de cinq membres,. Il se réunit en principe une fois par semaine, le mardi, à Coire.
Chaque membre du Gouvernement est à la tête d'un département. Les départements portent les noms suivants, :
- Département de l'économie et des affaires sociales (Departement für Volkswirtschaft und Soziales ; Dipartimento dell'economia pubblica e socialità ; departament d'economia publica et fatgs socials)[N 1]
- Département de la justice, de la sécurité et de la santé (Departement für Justiz, Sicherheit und Gesundheit ; Dipartimento di giustizia, sicurezza e sanità ; departament da giustia, segirezza e sanadad)[N 2]
- Département de l'éducation, de la culture et de la protection de l'environnement (Erziehungs-, Kultur- und Umweltschutzdepartement ; Dipartimento dell'educazione, cultura e protezione dell'ambiente ; departament d'educaziun, cultura e protecziun da l'ambient)[N 3]
- Département des finances et des communes (Departement für Finanzen und Gemeinden ; Dipartimento delle finanze e dei comuni ; departament da finanzas e vischnancas)[N 4]
- Département des infrastructures, de l'énergie et de la mobilité (Departement für Infrastruktur, Energie und Mobilität ; Dipartimento infrastrutture, energia et mobilità ; departament d'infrastructura, energia e mobilitad)[N 5].

## Élection et durée du mandat
Les membres du Gouvernement sont élus au scrutin majoritaire à deux tours pour une période de quatre ans. Ils sont rééligibles à deux reprises,.
Le président et le vice-président sont élus pour un an par le Grand Conseil.

## Membres pour la législature 2019-2022
Élection du 10 juin 2018:
- Marcus Caduff (Le Centre), département de l'économie et des affaires sociales. Président en 2022
- Mario Cavigelli (de) (Le Centre), département des infrastructures, de l'énergie et de la mobilité. Président en 2021[12]
- Jon Domenic Parolini (Le Centre), département de l'éducation, de la culture et de la protection de l'environnement. Président en 2019
- Peter Payer (PS), département de la justice, de la sécurité et de la santé
- Christian Rathgeb (de) (PLR), département des finances et des communes. Président en 2020[13]

Les élections du 16 mai 2022 pour la législature 2023-2026 n'amènent aucun changement dans la répartition des partis au sein du gouvernement. Mario Cavigelli et Christian Rathgeb sont remplacés par Martin Bühler et Carmelia Maissen, tandis que les trois autres sont réélus.

## Anciennes compositions

### 2015-2018
Élection du 18 mai 2014:
- Mario Cavigelli (PDC), département des constructions, des transports et de la sylviculture. Président en 2018
- Martin Jäger (PS), département de l'éducation, de la culture et de la protection de l'environnement. Président en 2015
- Jon Domenic Parolini (PBD), département de l'économie et des affaires sociales
- Christian Rathgeb (PLR), département de la justice, de la sécurité et de la santé. Président en 2016
- Barbara Janom Steiner (de) (PBD), département des finances et des communes. Présidente en 2017

### 2011-2014
Élection du 13 juin 2010 et élection complémentaire du 29 janvier 2012 :
- Mario Cavigelli (PDC), département des constructions, des transports et de la sylviculture. Président en 2014
- Martin Jäger (PS), département de l'éducation, de la culture et de la protection de l'environnement
- Martin Schmid (PLR), département des finances et des communes. Président en 2011. Remplacé en 2012 par Christian Rathgeb (PLR), département de la justice, de la sécurité et de la santé
- Barbara Janom Steiner (de) (PBD), département de la justice, de la sécurité et de la santé, puis département des finances et des communes à partir de mars 2012. Présidente en 2012
- Hansjörg Trachsel (de) (PBD), département de l'économie et des affaires sociales. Président en 2013

### 2007-2010
Élection du 21 mai 2006 et élection complémentaire du 30 mars 2008 :
- Stefan Engler (PDC), département des constructions, des transports et de la sylviculture. Président en 2008
- Claudio Lardi (de) (PS), département de l'éducation, de la culture et de la protection de l'environnement. Président en 2010
- Eveline Widmer-Schlumpf (UDC), département des finances et des communes. Remplacée en 2008 par Barbara Janom Steiner (UDC), département de la justice, de la sécurité et de la santé
- Martin Schmid (PLR), département de la justice, de la sécurité et de la santé, puis département des finances et des communes à partir de mai 2008. Président en 2007
- Hansjörg Trachsel (de) (UDC), département de l'économie et des affaires sociales. Président en 2009

## Histoire
La durée du mandat et la rééligibilité ont varié au cours du temps. Jusqu'en 1880, les membres du gouvernement n'étaient élus que pour un an et ne pouvaient se représenter qu'une seule fois. En 1881, la durée du mandat passe à deux ans, puis à trois à partir de 1894 et enfin à quatre en 1974. Les membres du gouvernement sont rééligibles à deux reprises depuis 1894 (une seule fois jusqu'en 1893).
La première femme membre du gouvernement est Eveline Widmer-Schlumpf en 1999.